# Romainville - Carnot (metrostation)
Romainville - Carnot is een metrostation van de Metro van Parijs langs metrolijn 11 gelegen op de gemeentegrens van Romainville en Noisy-le-Sec.
Het is het 310e station van de Parijse metro. Het werd geopend op 13 juni 2024 als onderdeel van de oostelijke verlenging van de metrolijn van Mairie des Lilas naar Rosny-Bois-Perrier. Romainville - Carnot heeft twee zijperrons gescheiden door de metrosporen. De perrons bevinden zich op een diepte van 26 m, waardoor het het diepste station is in de uitbreiding van lijn 11.
Het station ligt ongeveer zestig meter ten zuiden van Place Carnot op een oost-westas, bijna loodrecht op de Rue de la République en de Boulevard Henri-Barbusse. Het is gebouwd onder de punt van het blok tussen deze twee verkeersslagaders.
Het station kreeg aanvankelijk in de planningsfase de naam Place Carnot. De officiële naam van het station werd op 27 april 2022 bepaald door de technische naamgevingscommissie van Île-de-France Mobilités. Romainville - Carnot heeft drie toegangen. De hoofdtoegang bevindt zich in Romainville op het puntje van het blok tussen de Rue de la République en de Boulevard Henri-Barbusse en omvat twee roltrappen en liften, in de onmiddellijke nabijheid van het toekomstige station van de tramlijn T1 waarvan de verlenging richting Station Val de Fontenay in aanbouw is. Een secundaire toegang is bij de ingang aan de Rue Carnot, die rechtstreeks naar het stadhuis van Romainville leidt en een vaste trap en twee roltrappen heeft. Er is ook een stationsingang in Noisy-le-Sec, op de hoek van de rue Veuve Aublet.

## Intermodaliteit
Het station wordt bediend door de lijnen 105, 129, 318 en 322 van het RATP-busnetwerk en 's nachts, door de lijnen N12 en N23 van het Noctilien-netwerk van Transilien.
Châtelet · 
Hôtel de Ville · 
Rambuteau · 
Arts et Métiers · 
République · 
Goncourt · 
Belleville · 
Pyrénées · 
Jourdain · 
Place des Fêtes · 
Télégraphe · 
Porte des Lilas · 
Mairie des Lilas
Serge Gainsbourg · 
Romainville - Carnot · 
Montreuil - Hôpital · 
La Dhuys · 
Coteaux Beauclair · 
Rosny-Bois-Perrier